# Czyn przepołowiony
Czyn przepołowiony zwany także przepołowionym typem czynów zabronionych lub bitypem (z łac. bi- występujący w złożeniach oznacza: „dwa, na dwie części, dwa razy, dwu-, podwójnie, obustronnie”, typ – oznacza tutaj ustawowy zespół znamion przestępstwa; według niektórych to ostatnie określenie jest bardziej precyzyjne) – typ czynu zabronionego, który inkorporuje dwie grupy czynów spełniających w zasadzie te same znamiona, przy czym jedna grupa będzie zakwalifikowana jako przestępstwo, druga – jako wykroczenie, po spełnieniu pewnego dodatkowego kryterium. 
Czyn przepołowiony jest więc w tym sensie podzielony na dwie części, że to dodatkowe kryterium, rzeczowe lub ocenne, wyznacza granicę pomiędzy przestępstwem a wykroczeniem. Np. kradzież rzeczy do pewnej wartości (według stanu obowiązującego na dzień 1 października 2023 Kodeksu wykroczeń – do kwoty 800 złotych, w latach 2013–2018 1/4 minimalnego wynagrodzenia, od 1998 do 2013 r. 250 złotych, natomiast od 1972 do 1998 r. 500 złotych) jest kwalifikowana jako wykroczenie (odpowiedzialność na podstawie Kodeksu wykroczeń), a powyżej – jako przestępstwo (odpowiedzialność na podstawie Kodeksu karnego). Podobnie w przypadku oszustwa podatkowego, jeśli kwota uszczuplonej lub narażonej na uszczuplenie należności publicznoprawnej jest wyższa, niż pewien określony ustawowo próg, sprawca odpowiada za popełnienie przestępstwa skarbowego, jeśli jest niższa - jak za wykroczenie skarbowe (w obu przypadkach na podstawie Kodeksu karnego skarbowego); w przypadku nieprawidłowości w wykorzystaniu dotacji lub subwencji kryterium kwalifikacji bitypowej jest umyślność/nieumyślność.
Metoda wyodrębnienia przestępstw i wykroczeń w oparciu o czyny przepołowione wyklucza idealny i pomijalny zbieg przestępstwa i wykroczenia. Idealny zbieg jest wykluczony w związku z tym, że nie ma krzyżowania się znamion. Zbieg pomijalny również nie zachodzi, ponieważ przestępstwo bitypu nie wchłania („konsumuje”) znamion wykroczenia (podział tutaj jest „logiczny”).
Bitypizacja to metoda wyodrębniania wykroczeń od przestępstw w ramach jednego rodzaju (gatunku) czynów objętych kryminalizacją.

## Problem paradoksu opłacalności
Główną wadą bitypizacji jest pojawianie się w praktyce tzw. paradoksu opłacalności (inaczej zwany problemem asymetrii konsekwencji karnoskarbowych w czynach „przepołowionych”). Chodzi o sytuacje, w których dany czyn został zakwalifikowany jako przestępstwo, jednak z uwagi na niewielkie przekroczenie progu kwotowego oddzielającego go od wykroczenia postępowanie w sprawie może zostać umorzone na podstawie klauzuli znikomości społecznej szkodliwości czynu. Tymczasem, gdyby ów czyn był tylko nieznacznie niższy w kwocie uszczuplenia należności publicznoprawnej, byłby ukarany jako wykroczenie, za które sankcje są bardziej dolegliwe niż za podstawowe przestępstwa. W takiej sytuacji logika regulacji oparta na rozumowaniu a maiore ad minus nakazywałaby przyjąć, że jeśli przestępstwo bitypu w jakimś zakresie jest znikomo szkodliwe społecznie, to tym bardziej cały zakres wykroczenia tego bitypu powinien być szkodliwy społecznie w stopniu znikomym.
Paradoks bierze się w istocie z tego, że dla bitypu dwie potencjalne klauzule znikomości szkodliwości społecznej wprowadzają lukę w odpowiedzialności karnoskarbowej. Lukę tę generuje klauzula znikomości dla przestępstwa bitypu. Dla czystości konstrukcyjnej lukę tę można by usunąć np. poprzez formalne wprowadzenie czegoś na kształt odpowiedzialności zredukowanej. Koncepcja ta odnosi się do przypadków, kiedy typ wykroczenia jest konsumowany przez typ przestępstwa; kiedy popełnione zostaje przestępstwo, lecz z jakiejś przyczyny formalnej (na ogół brak wniosku o ściganie) sprawca nie odpowiada za przestępstwo, wówczas „odradza” się „skonsumowane” teoretycznie wykroczenie, za które sprawca może zostać pociągnięty do odpowiedzialności. Swoista odpowiedzialność zredukowana na gruncie prawa karnego skarbowego wprowadzona w celu wyeliminowania „luki odpowiedzialności”, mogłaby polegać na możliwości pociągnięcia do odpowiedzialności za wykroczenie czynu zakwalifikowanego formalnie jako przestępstwo bitypu, jeśli ocena szkodliwości społecznej takiej kwalifikacji – w perspektywie skali przestępności – może być uznana za znikomą. Ponieważ jednak ów paradoks kreuje lukę w odpowiedzialności korzystną dla adresatów norm związanych z czynami mala prohibita, precyzowanie konstrukcji karnoprawnych kosztem adresatów norm nie ma aksjologicznego uzasadnienia.